# Weite Straßen – stille Liebe
Weite Straßen – stille Liebe ist ein deutsches Roadmovie der DEFA von Herrmann Zschoche aus dem Jahr 1969.

## Handlung
Der Fernfahrer Hannes Kass ist auf dem Weg nach Rostock, als ihn ein Klappern im LKW zum Halt auf offener Strecke zwingt. Während der Reparatur wird er von dem jungen Herb Schneider angesprochen, der ebenfalls nach Rostock will. Hannes nimmt ihn mit. Herb erzählt ihm, nach sechs Jahren von der Schule abgegangen zu sein, mal diesen und mal jenen Gelegenheitsjob übernommen zu haben und ansonsten in den Tag hineinzuleben. Auch als LKW-Fahrer hat er sich schon sein Geld verdient. Nach Rostock will er, weil er noch nie am Hafen war. Hannes reagiert kritisch, da selbst ein junger Mann, der frühzeitig die Schule verlassen hat, jederzeit Arbeit kriegen könnte. Zudem gibt sich Herb schwatzhaft und pseudo-philosophisch.
In Rostock stellt Herb fest, dass er doch wieder nach Berlin zurück will, und Hannes lässt den quirligen Herb schließlich leicht genervt wegen eines angeblichen Kolbenschadens im Regen stehen und eine Mutter im Motorraum halten. Herb holt sich dabei eine schwere Lungenentzündung und muss ins Krankenhaus. Zerknirscht besucht Hannes ihn dort, war der Kolbenschaden doch ein typischer Scherz, der mit Neulingen getrieben wird. Herb jedoch kannte diese Probe bereits, da er einst wirklich als Mitfahrer eines Kohlelieferanten gearbeitet hat. Sonst jedoch stimmte aus seiner Biografie nichts. So schloss er in Wirklichkeit die Oberschule ab und begann auf Wunsch der Eltern ein Deutschlehrer-Studium, das er jedoch abbrach. Er verstellte sich vor Hannes, da er dachte, dieser würde ihn für einen Schnösel halten.
Hannes bietet Herb im Krankenhaus an, zukünftig sein regulärer Zweitfahrer zu werden, da sein eigentlicher Beifahrer Heinrich einen eigenen Wagen erhalten habe. Von nun an legen beide gemeinsam Touren zurück und Herb erfährt von Hannes’ Kollegen, dass dieser einer der erfahrensten und auch geachtetsten Kollegen des Betriebes ist. Auf einer Rückfahrt nach Berlin nehmen beide Johanna und ihre Tochter Rieke mit. Johanna hat sich von ihrem Freund, dem Vater des Kindes, getrennt und will nun bei Bekannten in Berlin unterkommen, die jedoch im Urlaub sind. Als auch Frau Beutel, eine Bekannte von Hannes, nicht weiterhelfen kann, kommt Johanna mit ihrer kleinen Tochter bei Hannes unter, wo schließlich auch Herb übernachtet. Da Hannes und Herb immer wieder auf Tour müssen, darf Johanna so lange in Hannes’ Wohnung bleiben, bis sie etwas eigenes gefunden hat. Zudem will die gelernte Zootechnikerin auf Arbeitssuche gehen. Bald verlieben sich beide Männer in Johanna, die zunächst Herb zurückweist, als der ihr einen Kuss gibt. Hannes denkt sogar ans Heiraten, doch ist Johanna bei einem spontanen Heiratsantrag in freier Natur bereits weitergegangen, ohne dass Hannes dies bemerkt hatte.
Erneut müssen Hannes und Herb auf Tour und kommen abends auf einem ihrer gewohnten Ruheplätze an. In der Gaststätte findet jedoch gerade eine Hochzeit statt, und so wird der Abend länger als geplant. Als Hannes am Morgen in der Koje des LKW schläft und nicht wachzukriegen ist, setzt sich Herb übernächtigt ans Steuer. Während eines Sekundenschlafs kommt er auf die falsche Fahrbahn, verreißt anschließend das Steuer und durchbricht mit dem LKW eine Leitplanke – das Fahrerhaus kommt über einem Abgrund zum Stehen. Ein Ausstieg über die Türen ist undenkbar, und beide Männer denken über die letzte Zeit nach. Herb will sein Leben ändern, wenn er aus der Situation heil herauskommt. Hannes wiederum berichtet Herb, dass er Johanna wirklich einen Heiratsantrag gemacht hat und von ihr abgewiesen wurde. Er will nun dennoch einen zweiten Versuch starten. Am Ende retten sich beide Männer über ein zur Erde herabgelassenes Seil aus dem LKW. In Hannes’ Wohnung jedoch wartet nur Johannas Abschiedsbrief: Sie ist mit ihrer Tochter zu ihrem bisherigen Freund zurückgekehrt. Herb schreibt sich nun erneut an der Universität ein, und Hannes besucht ihn eines Tages dort. Er hat ein Tagebuch dabei, in dem er die Erlebnisse mit Herb in Romanform verarbeitet hat. Er liest Herb daraus vor, und Herb ist erstaunt, nicht selbst diese Idee gehabt zu haben.

## Produktion
Weite Straßen – stille Liebe beruht auf der Erzählung Endlose Straßen von Hans-Georg Lietz. Der Film wurde 1969 unter dem Arbeitstitel Endlose Straßen unter anderem in Rostock und Thüringen gedreht. Er erlebte am 4. Dezember 1969 im Berliner Kino International seine Premiere und kam am folgenden Tag in die Kinos der DDR. Am 18. Juni 1971 lief er erstmals auf DFF 1 im Fernsehen der DDR und wurde am 28. Januar 1973 auch auf ARD ausgestrahlt.
Ulrike Plenzdorf, die im Film das Kind Rieke spielt, ist die Tochter des Drehbuchautors und Schriftstellers Ulrich Plenzdorf. Zum Zeitpunkt des Drehs war sie drei Jahre alt.
Manfred Krug wiederholte die Rolle des Fernfahrers 1973 im Film Wie füttert man einen Esel und ab 1978 in der ARD-Fernsehserie Auf Achse.

## Kritik
Die zeitgenössische Kritik sah den Film unter anderem in Bezug auf die kurz zuvor von Walter Ulbricht geforderte Entwicklung einer „sozialistischen Menschengemeinschaft“ und hob hervor, dass sich „in diesem selbstverständlichen Einanderhelfenwollen, den Füreinanderdasein […] ein Stück dessen [zeigt], was in unserer Republik Wirklichkeit geworden ist, ein Stück unserer sozialistischen Menschengemeinschaft“. Regie und Kamera schaffen dabei „optimistische Grundwerte“. Die Frankfurter Rundschau stellte fest, dass der Film im Alltag spiele, „was dem westdeutschen, den westlichen Filmen im allgemeinen total abgeht“. „Es stimmt sympathisch, mit welcher Selbstverständlichkeit der Film unseren Alltag beschreibt, daß er sich durch einen heiteren Grundton mitteilt, durch Schlichtheit ebenso wie durch Optimismus“, schrieb auch Hans-Dieter Tok in der Berliner Wochenpost. Er kritisierte jedoch die Handlungsarmut des Films; lange Einstellungen des fahrenden LKW seien zudem auf die Dauer monoton.
Christoph Prochnow nannte Weite Straßen – stille Liebe ein „Zwei-Mann-Stück unter zeitweiliger Mitwirkung einer Frau“, wobei die Rollen beider Männer zunächst klar verteilt scheinen und festzustehen scheint, „wer in diesem Kampf faktisch und moralisch siegen, wer wen umerziehen wird.“ Die Erwartungshaltung des Zuschauers wird am Ende jedoch nur teilweise erfüllt: „Im ganzen gesehen fordern und relativieren sich beide Figuren ständig gegenseitig, machen sich ihre Grenzen und ungenutzten Möglichkeiten bewußt, bereichern einander“. Das Unterlaufen der Zuschauererwartungen auch in Bezug auf die Dreiecksgeschichte zwischen Hannes, Herb und Johanna mache „den besonderen Reiz des Filmschlusses aus“.
Für den film-dienst war Weite Straßen – stille Liebe ein „thematisch und formal interessanter, episodischer Unterhaltungsfilm, der das Alltagsleben mit Liebe zum Detail, wenn auch etwas spannungsarm schildert.“ Cinema nannte den Film eine „liebevoll inszenierte Alltagsgeschichte“.